# Burkittsville
Burkittsville város az Amerikai Egyesült Államok Maryland államában, Frederick megyében. Lakosainak száma 142 fő (2020. április 1.).

## Népesség
A település népességének változása:

| 2010 | 151 |
| 2020 | 142 |